# Belgrano (Mendoza)
Belgrano es una localidad y distrito del departamento Guaymallén de la provincia de Mendoza, Argentina.
Limita al norte con calle Capilla de Nieve y calle Virgen de las Nieves; al sur con calle Godoy Cruz y calle Belgrano; al este con calle Libertad y calle Victoria; y al oeste con calle Mitre. Su superficie de 4.58 km²
El distrito posee calles primarias que definen su perímetro: Mitre, Tomás Godoy Cruz, Avellaneda, y Pedro Molina. Estas lo vinculan con los distritos vecinos, y con otros departamentos. Las vías secundarias son: Allayme, Sarmiento, y Santa María de Oro.
No posee ni destacamento ni comisaría policial; sí posee una sala de primeros auxilios y dos centros de salud.

## Historia
Según los datos aportados por el profesor Roberto Bárcena, quien estudió los orígenes de una muralla existente en calle Allayme y Gorriti, fueron los huarpes sus primeros pobladores quienes vivían de sus cultivos; hasta la llegada de los españoles. En el año 1957, por decreto Nro. 43 se crea el Distrito Belgrano, toma este nombre del Ferrocarril Manuel Belgrano cuya estación terminal se emplaza en el sur de estos parajes, y en cuyos alrededores se desarrollan importantes actividades comerciales y sociales.

### Síntesis Distrital
Los límites definidos anteriormente fueron dados por la Ordenanza 1985/85 y Decreto 2491/85.
El distrito consolidó su edificación durante las décadas de 30-40 y 50-60. 
Desde 1903 hasta 1920, el tren funcionaba con un circuito urbano, transportando pasajeros desde Mendoza hasta Fray Luis Beltrán. Este servicio se mantuvo hasta el año 1938.

## Geografía

### Población
Con 39,007 habitantes (Indec, 2001), forma parte del componente Guaymallén del área metropolitana del Gran Mendoza, resultan en una densidad de población de 8517 hab/km².

### Sismicidad
La sismicidad del área de Cuyo (centro oeste de Argentina) es frecuente y de intensidad baja, y un silencio sísmico de terremotos medios a graves cada 20 años.

#### Sismo de 1861
Aunque dicha actividad geológica ocurre desde épocas prehistóricas, el terremoto del 20 de marzo de 1861 señala un hito importante dentro de la historia de eventos sísmicos argentinos ya que fue registrado y documentado en el país, con 7,2 Richter. A partir del mismo la política de los sucesivos gobiernos provinciales y municipales han ido extremando cuidados y restringiendo los códigos de construcción.

#### Sismo de 1985
El terremoto del 1985, fue otro episodio grave, de 9 segundos de duración, llegó a derrumbar el viejo Hospital del Carmen (Godoy Cruz).
Durante más de 30 años el edificio más alto de la ciudad fue el Edificio Piazza (San Martín 1027), con sus 16 pisos y 51 metros de altura, ya que no se consideraba seguro dar permiso para la construcción de edificios más altos. En la actualidad los edificios más altos son el Edificio Buci, el Hotel Hyatt Plaza (1995), el edificio Da Vinci (2010), y el Sheraton Mendoza con una altura estimada superior a 70 metros).

### Vías de comunicación
El distrito posee calles primarias que definen su perímetro: calle Mitre -Tomás Godoy Cruz, Avellaneda -Pedro Molina. Estas arterias lo vinculan con los distritos vecinos, y con otros departamentos. Las vías secundarias como calle Allayme, Colón, Sarmiento, y Gomensoro, y Félix Suárez agilizan la vinculación del distrito.

## Educación
Existen en total en este distrito 9 escuelas: 7 Escuelas E.G.B.,1 Escuela E.G.B. y educación para adultos, 1 Escuela E.G.B. Polimodal privada y una Escuela Artística llama Camino al Inca
La escuela Bautista Grosso es uno de los establecimiento más moderno del distrito. Su importancia es fundamental, ya que recibe a 550 chicos de la zona urbano marginal del barrio Lihué y al Belgrano.

## Club Atlético Argentino (Mendoza)
El Club Atlético Argentino (Mendoza), conocido popularmente como La Academia o El Boli, es un club de fútbol ubicado en el límite del Distrito San José y Distrito Belgrano, Guaymallén, en la provincia de Mendoza, Argentina. se fundó el 10 de enero de 1924.Actualmente se encuentra disputando el Torneo de la Liga Mendocina de Fútbol Edición 2011.

## Mercado Cooperativo de Guaymallén
El Mercado Cooperativo de Guaymallén es el centro comercializador de frutas y hortalizas que abastece al Departamento de Guaymallėn y sus Alrededores, donde viven 1,1 millones de personas. Todos los días ingresan cerca de 500 vehículos y más de 800 toneladas de mercadería. En el 2001 fueron 175.513 vehículos y 287.944 toneladas. El predio posee 28 hectáreas.En las cuales 605 puestos de ventas y 150 puntas de platea, que comercializan en menor escala. En el perímetro: 67 locales con rubros que van desde bancos, aseguradoras y fiambrarías, bares y restaurantes, cabinas telefónicas, agencias de lotería, tiendas de venta de ropa, panaderías, cafeterías, distribuidoras de bebidas, etc.

## Feria 17 de Noviembre
La Feria 17 de Noviembre es un complejo ferial informal, ubicado en la calle Correa saa y Brasil del Barrio 17 de Noviembre, en Guaymallėn, que desde sus orígenes ha ido evolucionando hasta convertirse en un enorme conglomerado humano y económico.
Los orígenes de la Feria 17 de noviembre datan de 2001, cuando un grupo de personas, muchos de ellos de origen boliviano, comenzaron a vender productos sobre la calle sarmiento a la salida del Mercado Cooperativo de Guaymallen por la grave crisis económica que vivía el país. En un principio montaron sus propios puestos rudimentarios y vendían distintos tipos de productos, ya sean confeccionados por ellos o importados. En el 2005 fueron trasladados al predio de calle Correa Saa y Brasil. La feria sigue creciendo. Pero en peligro por ser cerrado por el municipio.

## División Política
- Barrio Sarmiento Oeste
- Barrio Los Nogales
- Barrio Soeva
- Barrio 17 de Noviembre
- Barrio Unión Vecinal Jardín Pedro Molina
- Barrio Don Bosco
- Barrio Pedro Molina 1
- Barrio Pedro Molina 2
- Barrio San Jorge
- Barrio San Fransico de Asís
- Barrio Lihue
- Barrio Asociación Vecinal Los Ceibos
- Barrio Gomensoro
- Barrio Union Vecinal 11 de junio
- Barrio Felix Aldao

- Barrio Cantu Caroglio